# Тритон гірський
Тритон гірський або альпійський (Ichthyosaura alpestris) — єдиний вид тритонів роду Середній тритон, відомий своїм яскравим забарвленням.

## Розповсюдження
Гірський тритон поширений на більшій частині території Центральної Європи — від Франції на заході до Румунії і українських Карпат на сході. Північна межа ареалу проходить по території Німеччини і південних областей Польщі. Рідше зустрічається на півночі Іспанії, півночі Італії, в Угорщині, Болгарії, Австрії, Данії, Греції. Вид не зустрічається в Португалії. В Україні поширений номінативний підвид. У межах України живе в Карпатах. Північна межа проходить Львівською областю (Пустомитівський р-н), південна доходить до м. Чернівці. Межі західної та східної частин ареалу приблизно збігаються з початком передгір'я. Типові стації — заліснені схили і зволожені ділянки полонин, букові, мішані і хвойні ліси, заплави гірських річок, криволісся.

## Чисельність
Вивчення альпійських тритонів у сезон розмноження (Карпатський регіон) показали, що їхня чисельність коливається від 1 до 80-100 особин на 100 м берегової лінії. За результатам обліків у період після закінчення шлюбного сезону з'ясовано, що цей показник тут зменшується та коливається від поодиноких особин до 10-15.
Дослідження у 50 різних біогеоценозах Львівської, Івано-Франківської та Закарпатської областей показали, що альпійський тритон (поряд із карпатським) трапляється у них майже у 70% випадків. Його середня щільність тут становить зазвичай 3-7 ос./м², чисельність самців (70%) перевищує чисельність самиць.
Обліки у Чернівецькій та Івано-Франківській областях свідчать про нижчу чисельність альпійського тритона у цьому регіоні: від 1,2 ос./м² площі водойм у районі масиву Скибівські Горгани у Карпатському національному парку до 1,6 ос./м² у низькогір'ях Покутсько-Буковинських Карпат національного парку «Вижнецький». Його середня чисельність порівняно з карпатським тритоном у регіоні дослідження істотно нижча — приблизно у 3,9-12,6 раза.
Тритони цього виду характеризуються доволі високою здатністю до освоєння нових водоймищ. Так, в одному з регіонів Німеччини, у трьох створених поруч з існуючими раніше водоймами (відстань від 300 до 1800 м) чисельність М. alpestris від 14 особин у 1995 р. зросла до 3326 особин у 2001 р., однак у 2002 та 2003 рр. коливалася відповідно від 1866 до 1656 тварин. Результати дослідження також дозволили дійти висновку про відсутність прямого зв'язку між успішним розмноженням та розмірами популяції.

## Опис

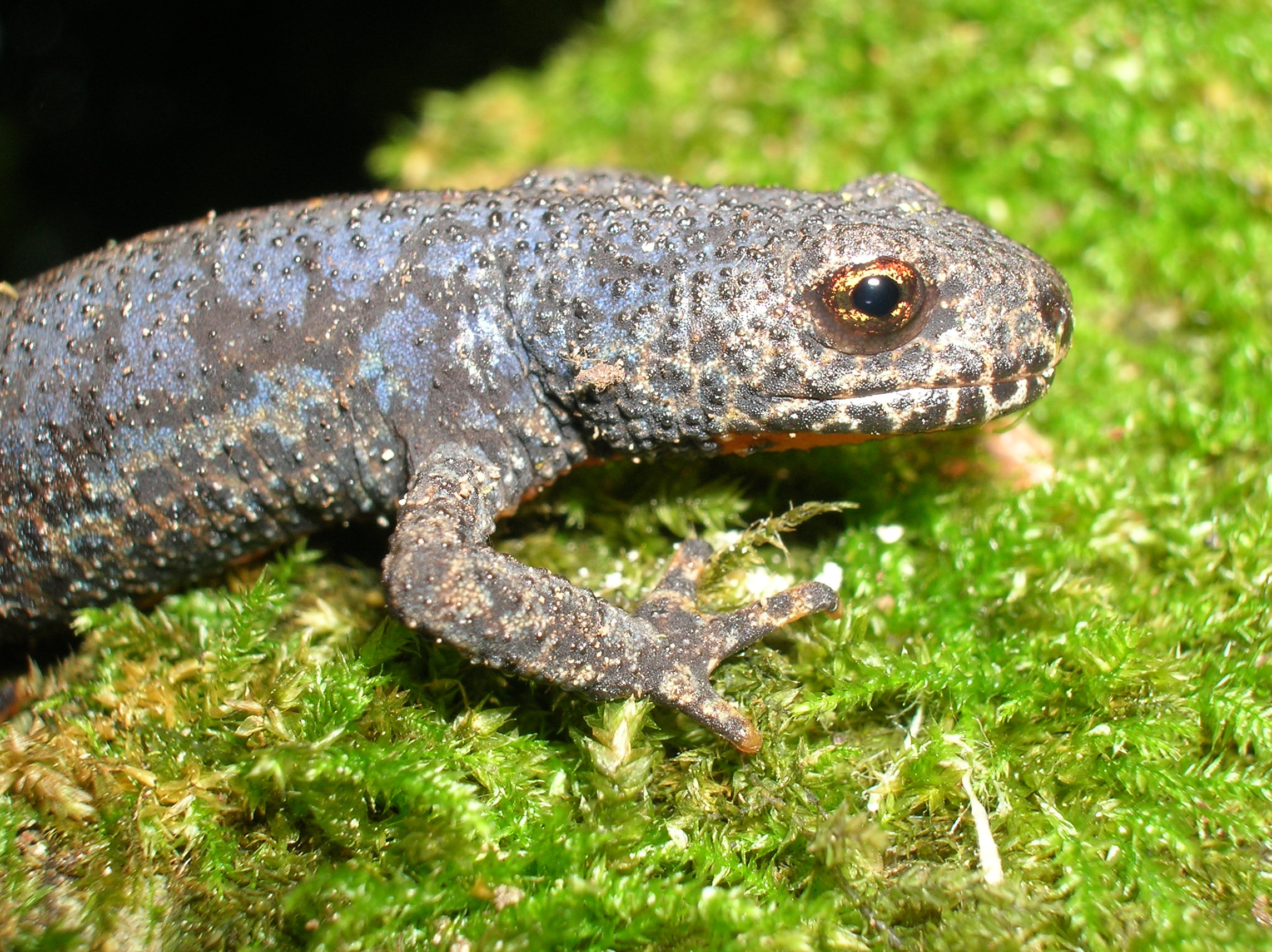
Дорослий самець гірського тритона

Загальна довжина тіла гірського тритона, включаючи хвіст, складає в середньому близько 11 см. Хвіст небагато коротше або рівний довжині тіла з головою. Протягом водної (личинкової) фази життя шкіра тритона гладка, під час наземного способу життя — горбиста.
Гірські тритони (особливо самці) забарвлені яскраво — спина сіро-коричнева, іноді майже чорна, з фіолетовими і темно-синіми плямами з боків тіла і на лапах, вогнено-руде черевце. Невисокий спинний гребінь прикрашений темними і світлими плямами, що чергуються. Самки мають скромніше забарвлення.

## Життєвий цикл

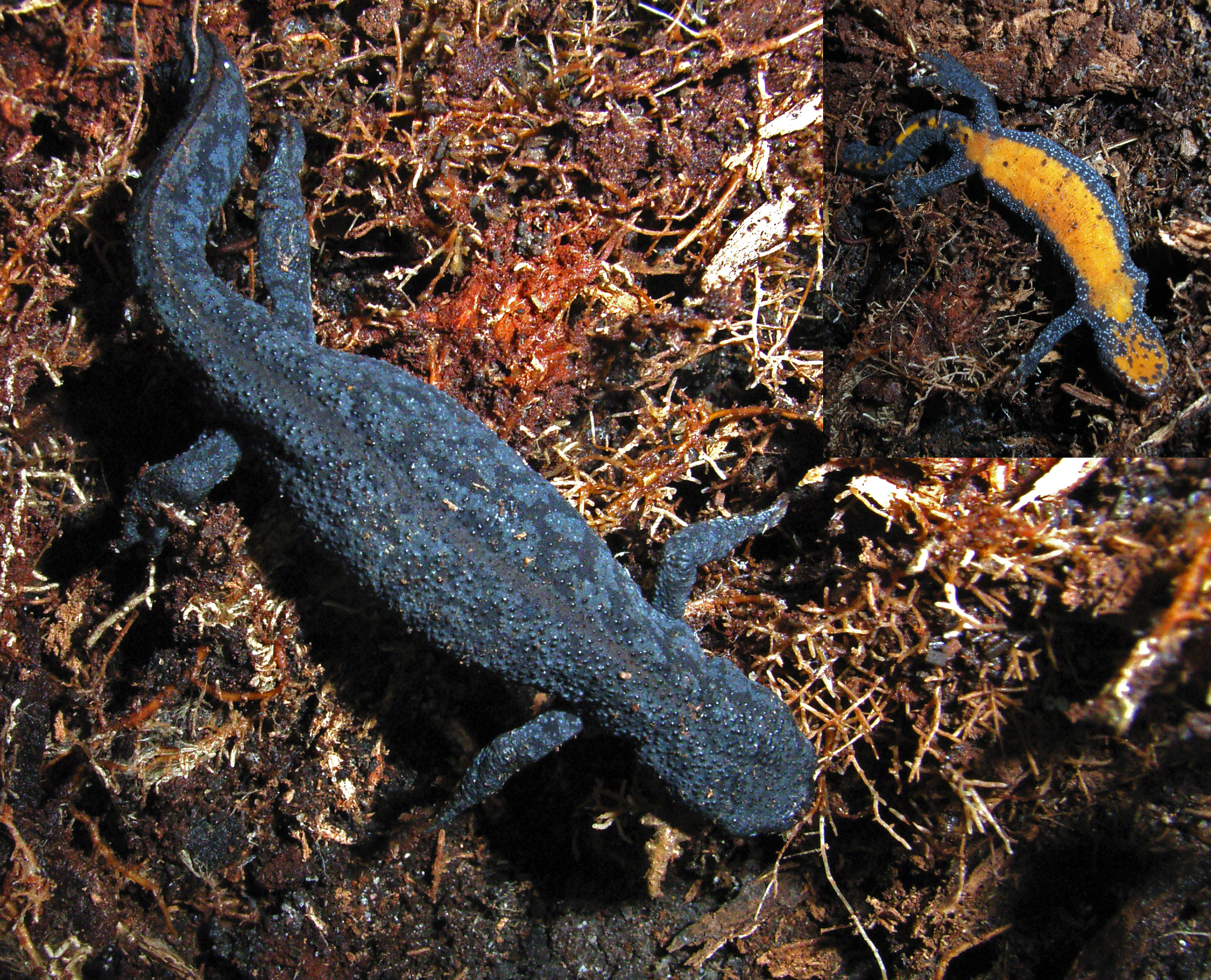
Самка гірського тритона

Після зимівлі прокидається від сплячки навесні в квітні або травні і майже відразу приступає до розмноження, яке відбувається у воді. Самки відкладають до 300 ікринок величиною 2-3 мм, прикріплюючи їх до підводних частин рослин, часто ікринки розміщуються групами до 7 шт. Після закінчення ікрометання, яке відбувається з травня по червень, дорослі особини повертаються до наземного способу життя. Викльов личинок відбувається через 20-30 днів. Спочатку їх довжина становить всього близько 7 мм, у водоймищах вони живуть, поки не виростуть до 2 см. Після закінчення метаморфозу в липні або серпні молоді тритони покидають водоймища. Відомі випадки часткового неотенічного розвитку, коли протягом декількох років личинки альпійського тритона не покидали рідне водоймище, при цьому вони зростали до 7-8 см. У вересні тритони ховаються під каменями або деревами, що впали, де впадають у сплячку до наступної весни.

## Спосіб життя

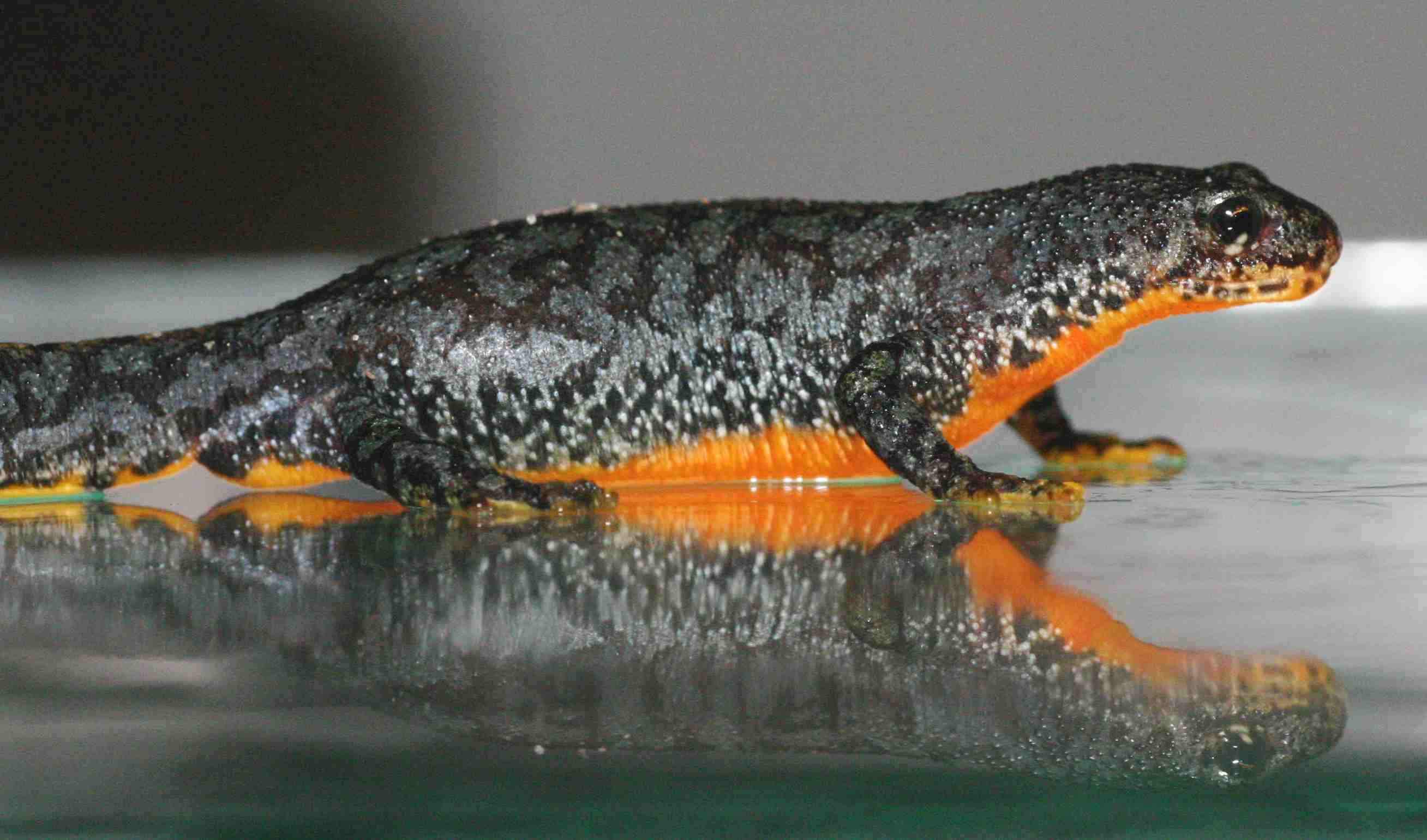

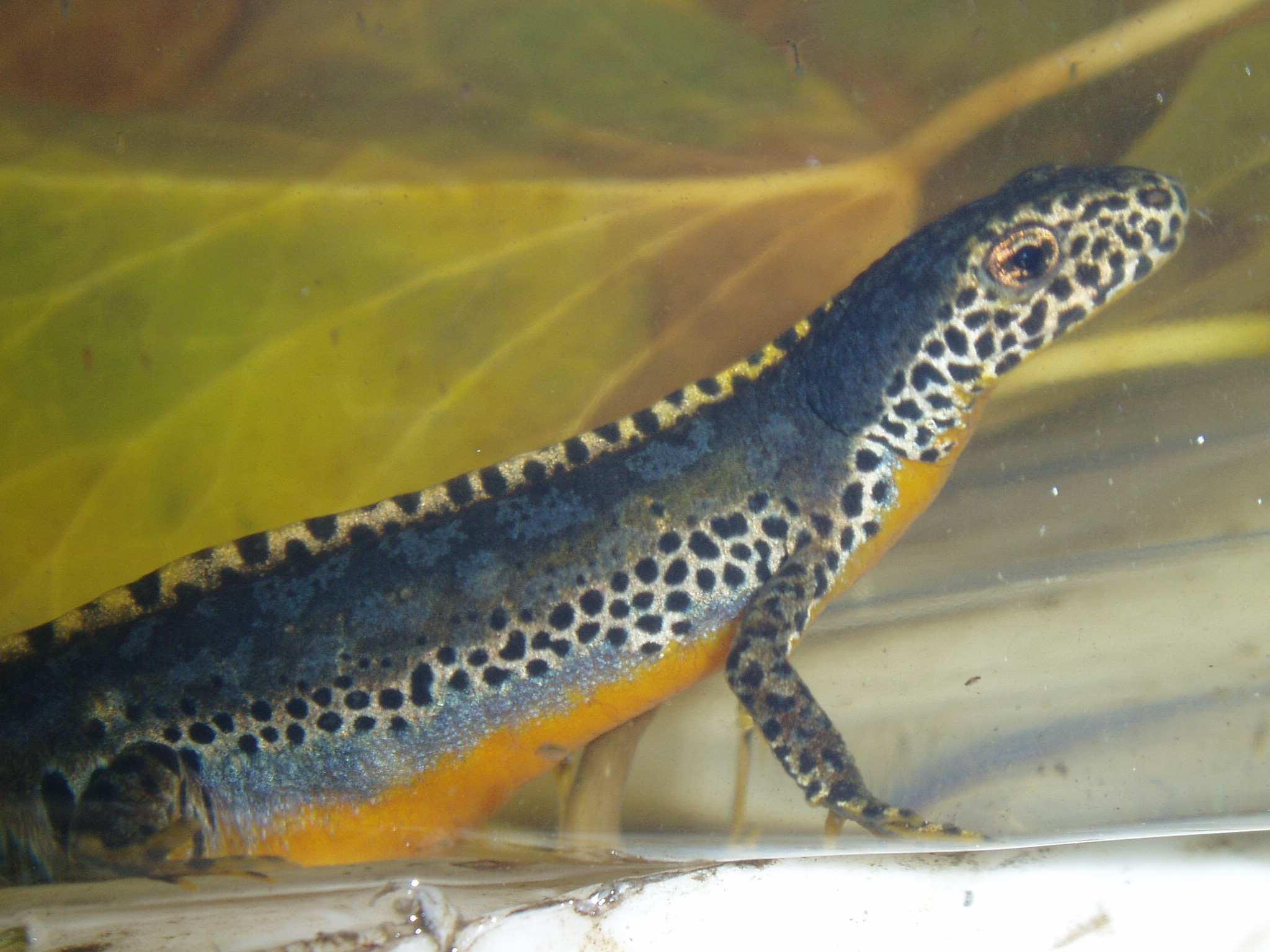
Самець гірського тритона у воді

Гірський тритон віддає перевагу лісовій місцевості з доступом до води в горбистих або гірських районах. За винятком шлюбного сезону альпійський тритон веде наземний спосіб життя. Протягом дня він в ховається в підліску, а під час шлюбного сезону — у водоймищах.
Дорослі особини харчуються дощовими черв'яками, личинками комах, равликами і павуками, під час водної фази харчуються дрібними ракоподібними.

## Генетика
Диплоїдний набір складається з 24 двоплечих (2n = 24,NF = 48) хромосом. Вивчення поперечно-смугастого C-забарвлення хромосом показало, що для М. alpestris характерний розвиток інтерстиційних смуг на 4-й, 6-й парах та дистальної смуги на 13-й парі хромосом. Інші відміни стосуються статевих хромосом та особливостей мейозу. Цікаве припущення, що відміни в розподілі С-смуг при поперечно-смугастому забарвленні хромосом не можуть бути причиною генетичної ізоляції та видоутворення, а радше є його наслідком.
Порівняльне вивчення генетичної мінливості альпійського тритона у Східних Карпатах та в інших ділянках ареалу показало їх низьку гетерозиготність — 0,023 (для двох вибірок 0,027), хоча цей показник для альпійського тритона з Польщі становив 0,183,Югославії — 0,154, Піренеїв — 0,063, Балкан — 0,153, Татр — 0,183.
Вивчення рівня гетерозиготності альпійських тритонів з популяцій, що живуть на різних висотах на Іберійському п-ові не потвердило припущення, що гетерозиготність з підйомом у гори знижуватиметься внаслідок посилення ізоляції (хоча схожа тенденція раніше була встановлена для звичайного тритона).

## Охорона
Гірський тритон занесений до Червоної книги України і віднесений до II категорії (уразливі види). Основними причинами зменшення популяції гірських тритонів є забруднення лісів, пересихання, промерзання і забруднення водоймищ.

## Ресурси Інтернету
- Описание вида на сайте ЗооКлуб (рос.)
- Фотографії різних підвидів альпійського тритона і стадій розвитку(англ.)
- Тритон альпійський в Червоній книзі України